# قشلاق قیطرانلو حاج‌محمدکندی
قشلاق قیطرانلو حاج تراب انصاری گیگلو روستایی است که در استان اردبیل، شهرستان پارس‌آباد، بخش مرکزی، دهستان قشلاق شمالی قرار دارد.

## جمعیت
بر اساس سرشماری سال ۱۳۸۵ جمعیت این روستا ۲۶۳ نفر با ۴۷ خانوار بوده‌است.